# Knut Riisnæs

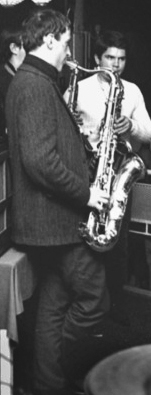
Knut Riisnæs

Knut Riisnæs (* 13. November 1945 in Oslo; † 22. Juli 2023) war ein norwegischer Jazzsaxophonist, -flötist und -komponist.

## Leben und Wirken
Der Sohn der Pianistin Eline Nygaard und Bruder des Saxophonisten Odd Riisnæs hatte ab dem siebenten Lebensjahr Klavierunterricht, später wechselte er zum Saxophon. Seine ersten Plattenaufnahmen spielte er 1966 mit Karin Krog ein, außerdem arbeitete er in den 1960er Jahren u. a. mit Terje Bjørklund, Arild Wikstrøm, Frode Thingnæs, Ditlef Eckhoff, Egil Kapstad und Terje Rypdal.
Seit Ende der 1960er Jahre war er Solist in mehreren Bigbands, darunter des Orchesters von Helge Hurum, Fred Nøddelunds Store Orkester, der Universitetets storband, der Radiostorbandet (von 1971 bis 1990), des Per Husby Dedication Orchestra und der Norwegian Big Band. Er gehörte dem Sextett von Christian Reim (1968–1974), dem Quintett von Ditlef Eckhoff (1977–1983), dem Quartett von Arild Andersen (1974–1975), dem Septett von Per Husby (1975–1977), dem Quintett von Thorgeir Stubøs (1981–1982) und den Bands von Jens Wendelboe (1983), Kjell Karlsen (1984) und Helge Hurum (1987) an.
Ein eigenes Quartett leitete Riisnæs von 1976 bis 1979, von 1981 bis 1985 und ab 1992. 1982, ein Jahr nachdem er mit dem Buddyprisen geehrt wurde, erschien sein Debütalbum als Bandleader Flukt, das ihm eine Auszeichnung mit dem Spellemannprisen brachte. 1989 nahm er mit Red Holloway Confessin' the Blue auf; 1991/1992 entstand das Album Knut Riisnæs/Jon Christensen featuring John Scofield/Palle Danielsson, 2001 folgte Touching.
Riisnæs trat bei Festivals in ganz Europa (u. a. in Paris, Warschau und Baden-Baden) auf, 2002 nahm er mit seinem Quartett am Jazz-Yatra-Festival in Indien teil. Als Sideman wirkte er u. a. an Aufnahmen von Earl Wilson, Ketil Bjørnstad, Egil Johansen, Radka Toneff, Michael Smith, Laila Dalseth, Pål Thowsen, Kenneth Sivertsen, Bjørn Alterhaug, Jens Wendelboe, Jan Gunnar Hoff, Sigurd Ulveseth, und Helge Iberg auf.

## Diskographische Hinweise
- Flukt (Odin, 1982)
- Confessin' the Blues mit Red Holloway, Egil Johansen, Kjell Öhman, Terje Venaas, (Gemini, 1989)
- Knut Riisnæs/Jon Christensen featuring John Scofield/Palle Danielsson (Odin, 1991/92)
- The Gemini Twins mit Red Holloway, 1992
- Touching mit Dag Arnesen, Terje Gewelt, Frank Jakobsen, 2001